# تیل (شبستر)
تیل یکی از روستاهای استان آذربایجان شرقی است که در دهستان گونی غربی بخش تسوج شهرستان شبستر واقع شده‌است. این روستا مرکز دهستان گونی غربی می‌باشد. جمعیت تیل در سال ۱۳۴۵ بالغ بر ۲٬۹۰۰ نفر بوده که از شهرهای چابهار و بوشهر آن زمان بزرگ‌تر و پرجمعیت‌تر بوده‌است. همچنین جمعیت این روستا طبق آخرین سرشماری مرکز آمار ایران در سال ۱۳۹۵، ۳۳۰۳ نفر بوده و دارای ۱۱۵۰ خانوار است.
دربارهٔ معنی نام این روستا، تیل در زبان سومری_تُرکی باستان به معنای زندگی و حیات دوباره آمده‌است.
از مکان‌های گردشی تفریحی تیل می‌توان به آوازان، چشمه دریل، زَردَ دَلیهی، شورگول (سد تیل)، لوه کهریزی، پاشاسوودی، گوورچین داشی، قرخ ایاخ، گلین قیه، جنگی جولی، یئن کهریز، زیوه، شابادن، تیه لیه و قره داشلی نام برد. رودخانهٔ فصلی تیل در سمت شمالی آن جاری می‌باشد.
حمدالله مستوفی در کتاب نزهة القلوب در قرن هشتم هجری قمری فراوانی نعمت این منطقه را ستوده و مینویسد ” ناحیه ارونق وانزاب در غرب تبریز حاصل نیکو دارد از جمله: انگور ، غله ، میوه درختی و تیل هم جزو آن دهات است”. تیل در لغت به معنی خال ونقطه است و در فرهنگ باستان گفته شده که هر کلمه‌ای در زبان اوستا با حرف “ت” آغاز شود به شهر یا روستا گفته می‌شود.
در حال حاضر تیل با جمعیت بالغ بر سه هزار نفر در زمره ی آباد ترین دهستان های منطقه گونئی غربی و مرکز دهستان گونئی غربی می باشد. قدمت تاریخی آن تا حال حاضر مشخص نگشته و چون روی خط زلزله قرار دارد تا به حال سه بار موقعیت مکانی آن عوض شده است. از دوران قبل از اسلام آثاری در خانه های ویرانه و قبرستان (گوران)، (گلین قلعه) و (کافر قلعه) بجای مانده‌است.
مقبره سید حسین کوه کمری از نوادگان سیدالساجدین امام زین العابدین در قسمت شمال غربی تیل به طرف روستای حیدرآباد قرار دارد. این بزرگوار حدود سیصد سال پیش از منطقه قره داغ اهر ارسباران همراه خانواده و پدرشان به این منطقه مهاجرت نموده و در اینجا سکنا گزیده بودند.
مولانا محمد تیلی عارف نامدار قرن هشتم آذربایجان که در دربار هولاکوخان نیز بوده (فتوای او درباره حروفیه که شرحش در کتاب کوی سرخاب تبریز و روضات الجنان هم آمده، معروف بوده است) از مفاخیر این روستا محسوب می گردد.
در حوزه فرهنگ کتابخانه حضرت ولی عصر تیل با چند هزار جلد کتاب در فضایی به مساحت 200 مترمربع توسط فرهنگ دوستان و خیرین دایر و درحال خدمت رسانی به اهالی روستا است. 
مهاجرت اهالی روستا که عموما به دلیل خشکسالی ها واز رونق افتادن فعالیت های کشاورزی و دامداری که اقتصاد قالب اهالی روستا بودند رخ داده است، بیشتر به شهرهای تهران و ارومیه بوده لیکن علیرغم فاصله ایجاد شده، مردم موطن خویش را فراموش نکرده و تشکل هایی را ایجاد نموده اند که مهمترین آنها حسینیه اهل البیت تیلی های مقیم مرکز و حسینیه انصارالحسین ارومیه است.این تشکل ها ضمن کمک به اتحاد اهالی منطقه مساعدت مؤثری را در عمران وآبادی روستا می نمایند.
اولین بار در سال ۱۳۵۷ خانه ی مدرن روستا توسط حاج احمد عادلی در میدان اصلی تیل بنا شد.

از چهره های سرشناس روستا می توان به رضا شاهرودی بازیکن فوتبال، خواهران عادلی در زمینه ی بسکتبال و مریم سلطانی(قهرمان پرتاب نیزه مسابقات دو و میدانی معلولین قهرمانی آسیا و اقیانوسیه 2016) اشاره کرد.
منبع:پایگاه اطلاع رسانی تیل